# Dąbrówka (gromada w powiecie wołomińskim)
Dąbrówka – dawna gromada, czyli najmniejsza jednostka podziału terytorialnego Polskiej Rzeczypospolitej Ludowej w latach 1954–1972.
Gromady, z gromadzkimi radami narodowymi (GRN) jako organami władzy najniższego stopnia na wsi, funkcjonowały od reformy reorganizującej administrację wiejską przeprowadzonej jesienią 1954 do momentu ich zniesienia z dniem 1 stycznia 1973, tym samym wypierając organizację gminną w latach 1954–1972.
Gromadę Dąbrówka z siedzibą GRN w Dąbrówce utworzono – jako jedną z 8759 gromad na obszarze Polski – w powiecie wołomińskim w woj. warszawskim, na mocy uchwały nr VI/10/23/54 WRN w Warszawie z dnia 5 października 1954. W skład jednostki weszły obszary dotychczasowych gromad Dąbrówka, Karpin, Lasków, Małopole, Trojany i Wszebory oraz osada Stanisławów i wieś Dąbrowa "A" z dotychczasowej gromady Stanisławów ze zniesionej gminy Dąbrówka w tymże powiecie. Dla gromady ustalono 23 członków gromadzkiej rady narodowej.
31 grudnia 1959 do gromady Dąbrówka przyłączono obszar zniesionej gromady Guzowatka w tymże powiecie (bez wsi Kołaków, Teodorów, Łosie i Zawady), a także wieś Dręszew ze znoszonej gromady Słopsk w tymże powiecie.
31 grudnia 1962 do gromady Dąbrówka przyłączono wieś Marianów z gromady Kuligów w tymże powiecie.
Gromada przetrwała do końca 1972 roku, czyli do kolejnej reformy gminnej. 1 stycznia 1973 w powiecie wołomińskim reaktywowano gminę Dąbrówka.